# Praça Tamoios
A Praça Tamoios fica localizada no município de Jaciara, no Mato Grosso.
Em Julho de 2017, a praça passou por uma grande reabilitação onde todos os vinte bancos foram pintados de branco e receberam uma arte realizada nas cores vermelha, amarela e verde. Um pequeno número de árvores que morreram foram removidas do local para outras serem plantadas. O coreto também foi melhorado.
Em 2022, a praça foi um dos palcos do Festival Cultural de Jaciara.
A praça também costuma ser cenário de solenidades da prefeitura municipal, prestações de serviços à comunidade, atividades culturais, entre outros acontecimentos.